# Бора-уитотские языки

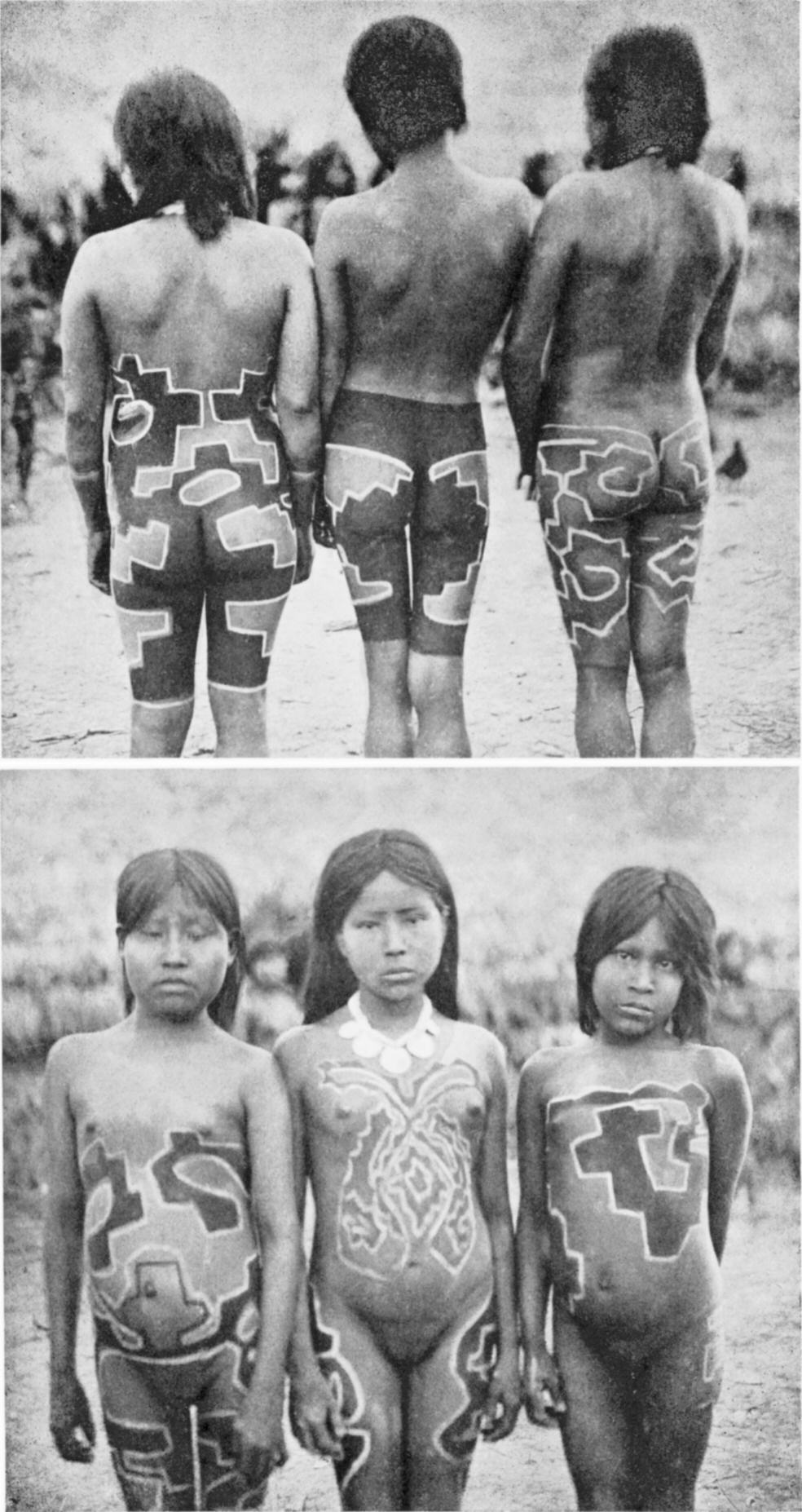
Девочки Окайна

Бо́ра-уито́тские языки (бора-витото) — семья индейских языков Южной Америки. Распространены на границе Колумбии и Перу; раньше также в соседних районах Бразилии. Общее число говорящих на бора-уитотских языках около 8 тыс. человек. (оценка, начало 2000-х гг.).

## Классификация
Бора-уитотские языки включают 9 языков, объединяемых в две отдалённо родственные ветви. Родство двух ветвей бора-уитотских языков окончательно доказано Р. Эшманном.
- Боранская ветвь:
  - бора
  - муйнане.
- Уитотская ветвь:
  - окайна
  - ныподе
  - мыныканский уитотский-муруйский уитотский
  - нонуя †
  - коэруна †
  - андокеро †
  - койхома †

## Фонология
Консонантизм большинства языков включает p, t, k, c, č, m, n, r, β, x, y. Характерны также звонкие, палатализованные и придыхательные согласные. В некоторых языках отсутствуют характерные для большинства языков мира s и p. Системы вокализма включают 5-6 гласных, в том числе ɨ и ɯ. Распространены назализация и контраст по тону.

## Морфология
Морфологически бора-уитотские языки являются синтетическими и агглютинативными языками. Для существительных характерно наличие падежей (около 7) и развитой системы классов именных (свыше 350 суффиксов в бора, присоединяемых к почти любой части речи); ср. mithyakpa ‘нечто большое доскообразное’ (где mithya — ‘большой’, -kpa — показатель класса плоских вещей, похожих на доску). Развитая глагольная морфология выражается с помощью цепочек суффиксов.
Базовый порядок слов — «подлежащее + дополнение + сказуемое».

## Письменность
Для живых языков разработана письменность на основе латинского алфавита.